# Get Ready!
A Get Ready! című debütáló stúdióalbum a holland származású 2 Unlimited duó első albuma, mely 1992-ben jelent meg. A duó Ray Slijngaard rapper és Anita Doth énekesnőből áll. Az áttörést a Get Ready For This című dal hozta meg számukra, mely az első kimásolt kislemez volt az albumról.

## Megjelenések és helyezések
Az album 12. helyezett lett Hollandiában, az Egyesült Királyságban a 37. helyig jutott az Albumlistán. A duó egyike volt a kevés holland származású zenekarnak, akiknek sikerült az amerikai piacra is betörniük. Bár az amerikai Billboard 200-as listán csak 197. helyig jutott az album, végül sikerült 500.000 példányszámot produkálnia, így Arany státuszt kapott.
Az album címének végén - Get Ready! - a felkiáltójelet az amerikai és brit kiadásnál lehagyták.

## Kritikák
A zenei sajtó kedvelte ezt az albumot, ugyanúgy mint a soron következő No Limits című albumot is. Mark Sutherland a Smash Hits-től megjegyezte, hogy minden dal egy Top 10-es sláger, mely a techno és a zűrzavar összevisszaságából keletkezett.

## Slágerlistás helyezések
| Ország         | Helyezés | Díjak   |
| -------------- | -------- | ------- |
| Netherlands    | 12       |         |
| Australia      | 10       | - Arany |
| Canada         | 17       |         |
| Japan          | 85       |         |
| Sweden         | 27       |         |
| United Kingdom | 37       |         |
| United States  | 197      | - Arany |

## Az album dalai
Európai változat
| #   | Cím                                         | Hossz |
| --- | ------------------------------------------- | ----- |
|     | Vocal Part:                                 |       |
| 1.  | "Get Ready For This"                        | 3:46  |
| 2.  | "Twilight Zone"                             | 4:11  |
| 3.  | "The Magic Friend"                          | 4:32  |
| 4.  | "Contrast"                                  | 3:42  |
| 5.  | "Rougher Than The Average"                  | 4:09  |
| 6.  | "Workaholic"                                | 4:12  |
| 7.  | "Delight"                                   | 3:42  |
|     | Instrumental Part:                          |       |
| 8.  | "Get Ready for This" (Rio & Le Jean Remix)" | 3:12  |
| 9.  | "Twilight Zone" (Instrumental)"             | 4:07  |
| 10. | "The Magic Friend" (Instrumental)"          | 3:32  |
| 11. | "Rougher Than the Average" (Instrumental) " | 4:09  |
| 12. | "Workaholic" (Instrumental)"                | 4:12  |
| 13. | "Delight" (Instrumental)"                   | 3:42  |
|     | Romantic Part:                              |       |
| 14. | "Desire"                                    | 4:25  |
| 15. | "Eternally Yours"                           | 4:26  |

Az amerikai és angol kiadás eltér az európai kiadástól. A dalok sorrendje és a különböző remix változatokban, valamint a játékidőkben mutatkozik meg.